# Langston, Alabama
Langston là một thị trấn thuộc quận Jackson, tiểu bang Alabama, Hoa Kỳ. Dân số năm 2009 là 250 người, mật độ đạt 20 người/km².